# Fredrik Krohn Andersson
Fredrik Krohn Andersson, född 1973, är docent och universitetslektor i kulturstudier vid Karlstads universitet samt FOU-ansvarig vid Värmlands museum. Mellan 2015 och 2023 arbetade han vid Stockholms universitet, där han även doktorerade 2012 med avhandlingen Kärnkraftverkets poetik – begreppsliggöranden av svenska kärnkraftverk 1965–1973  vars innehåll handlar om begreppsliggöranden av kärnkraftverk som arkitektur, landskap och kulturarv. 
Krohn Anderssons forskning berör ofta teman som modernitetens olika marginaliserade och anonyma materialiseringar, det vill säga i vid mening arkitektur, landskap och fysiska miljöer. Ytterligare forskningsteman är arkitekturhistoriografi samt kulturarvprocesser . 
Krohn Andersson sitter i redaktionen för Konsthistorisk tidskrift/Journal of Art History och är ledamot i Konsthistoriska sällskapet.